# Heritage Creek
Heritage Creek – miasto w Stanach Zjednoczonych, w stanie Kentucky, w hrabstwie Jefferson.